# Kleiner Kreuzer

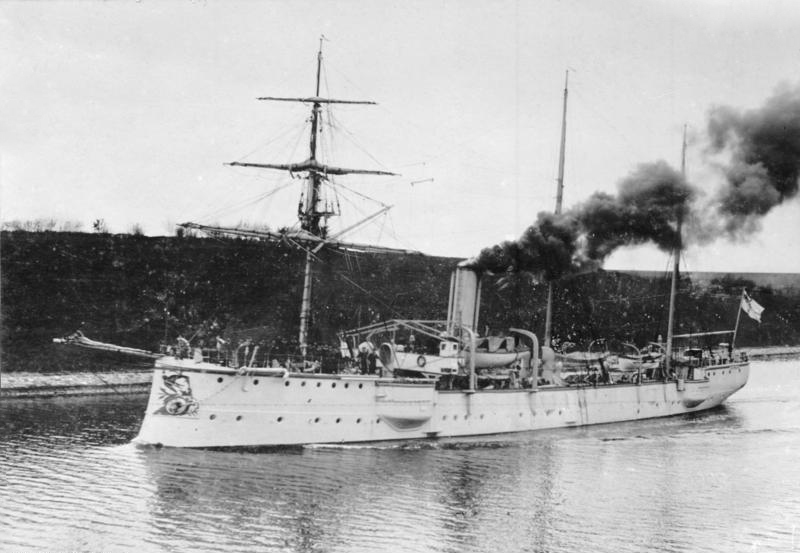
Der Kleine Kreuzer Schwalbe (1887)

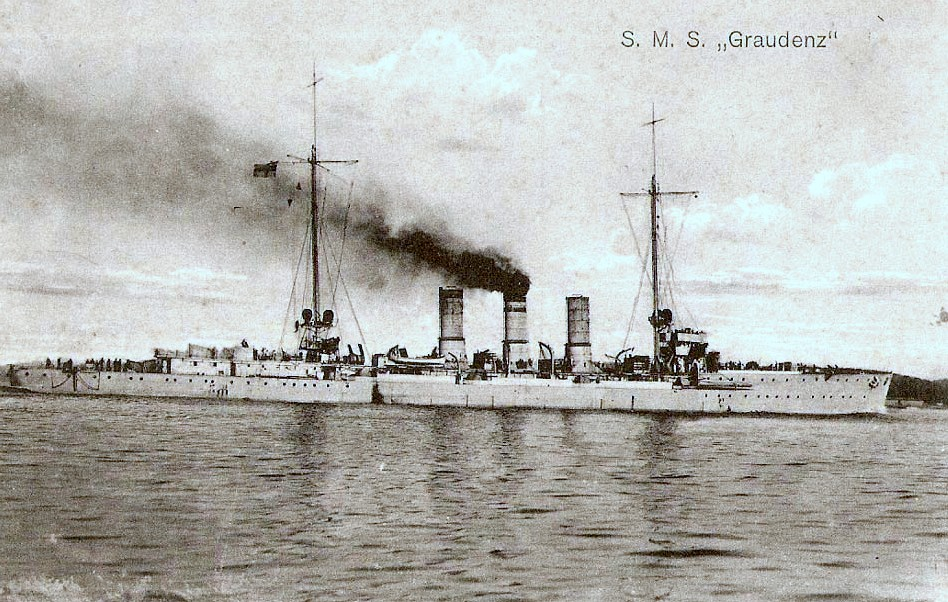
Der Kleine Kreuzer Graudenz (1913)

Der Begriff Kleiner Kreuzer bezeichnete ab Ende des 19. Jahrhunderts einen Schiffstyp in der deutschen Kaiserlichen Marine und der k.u.k. Kriegsmarine. In letzterer wurde er auch als Rapidkreuzer bezeichnet. In der Kaiserlichen Marine wurde die Bezeichnung 1899 als offizielle Klassifizierung für Kreuzer mit einer Wasserverdrängung unter 5500 Tonnen eingeführt.
Kleine Kreuzer wurden als Aufklärer für die Flotte, Führerschiffe für Torpedobootszerstörer, als Auslandskreuzer und auch im Handelskrieg eingesetzt.

## Entwicklung
Als die Klassifizierung Kleiner Kreuzer in der Kaiserlichen Marine eingeführt wurde, fielen darunter zum Teil völlig verschiedene frühere Typen:
- Die Avisos, die als Aufklärer und Begleitschiffe für die Schlachtflotte entworfen waren.
- Die völlig veralteten Kreuzer III. Klasse der Alexandrine-Klasse, die 1875 noch als ungepanzerte Glattdeckkorvetten entworfen worden waren.
- Die für den Auslandsdienst gebauten ungeschützten Kreuzer IV. Klasse (Schwalbe-Klasse, Bussard-Klasse).
- Die geschützten Kreuzer III. Klasse und die zu den Kreuzern II. Klasse gehörende Irene-Klasse (die übrigen Kreuzer II. Klasse fielen ab 1899 unter die Großen Kreuzer), die Kompromissentwürfe darstellten, die sich sowohl für den Flotten- als auch für den Auslandsdienst eigenen sollten.

Die ab 1898 von Stapel laufenden kleinen Kreuzer der Gazelle-Klasse stellten den Prototyp des bis zum Ersten Weltkrieg gebauten Kleinen Kreuzers dar. Die deutschen Kreuzer sollten sowohl eine ausreichende Bewaffnung und Geschwindigkeit zum Dienst mit der Flotte als auch eine für den Auslandsdienst geeignete Wohnlichkeit und Seeausdauer aufweisen. Dies stand im Gegensatz zur Entwurfspraxis der britischen Marine, für verschiedene Aufgaben verschiedene Schiffstypen zu bauen.
Bei den ab der Gazelle-Klasse gebauten Schiffen handelte es sich um geschützte Kreuzer. Die Wasserverdrängung steigerte sich von anfangs 2650 Tonnen auf 5620 Tonnen im Jahr 1916. Die ersten Klassen wurden von Dreifach-Expansionsmaschinen angetrieben. Dies hatte für den Schutz den Nachteil, dass das Panzerdeck über den Kolbenmaschinen aufgrund deren Bauhöhe erhöht angeordnet werden musste. Die sich durch diese »Panzerglocke« ergebene größere Gefährdung versuchte man durch Verstärkung der Böschungen im erhöhten Bereich (anfangs 60, später 100 mm) auszugleichen. Erst mit der allgemeinen Einführung des Turbinenantriebs konnte man auf diese Schwachstelle verzichten und ein glatt durchlaufendes Panzerdeck einbauen.
Als erste Kleine Kreuzer erhielten Lübeck 1903 und Stettin 1905 den Turbinenantrieb, der mit der Kolberg-Klasse 1908 allgemein eingeführt wurde. Dadurch steigerte sich die Geschwindigkeit von gut 20 kn auf 27 kn.
Ab der Magdeburg-Klasse (1911) erhielten die Kleinen Kreuzer einen 60 mm dicken Wasserlinienpanzer aus weichem Nickelstahl, der von etwa 1,4 m unterhalb bis 2 m oberhalb der Konstruktionswasserlinie und über den größten Teil der Schiffslänge reichte. Gleichzeitig zu diesem verbesserten Schutz wurde die Längsband-Bauweise als Ersatz für die übliche Querspantbauart eingeführt, wodurch eine höhere Längsfestigkeit erreicht wurde.
Äußerlich waren die Schiffe bis zur Kolberg-Klasse durch eine lange Back mit den Mannschaftsquartieren und einer Hütte für die Offiziers-Wohnräume gekennzeichnet. Zwischen Back und Hütte lag ein Mitteldeck mit festem Schanzkleid über seine ganze Länge. Diese Formgebung wurde mit der Magdeburg-Klasse aufgegeben, da eine niedrige Schanz benötigt wurde, um die Kreuzer zum Minenlegen (bis Wiesbaden-Klasse 120, spätere 200 Minen) zu befähigen.
Die Bewaffnung bestand bis zur Königsberg-Klasse aus zehn, später zwölf Schnellladekanonen mit einem Kaliber von 10,5 cm. Mit der Pillau-Klasse wurde 1914 das 15-cm-Geschütz eingeführt, das auch auf einigen älteren Schiffen nachgerüstet wurde.
Als spezialisierter Untertyp wurden 1915 die Minenkreuzer der Brummer-Klasse auf Stapel gelegt.
Ab 1922 wurden die Kleinen Kreuzer nach der Washingtoner Flottenkonferenz als Leichte Kreuzer bezeichnet.

## Einsatz
Im Ersten Weltkrieg wurden die Schiffe hauptsächlich im Vorpostendienst (z. B. beim Ersten Gefecht vor Helgoland) oder mit der Flotte (z. B. in der Skagerrak-Schlacht) eingesetzt. Bekannt ist der Einsatz als Handelsstörkreuzer (Emden, Karlsruhe, Königsberg), obwohl sich die Schiffe auf Grund ihrer geringen Seeausdauer hierzu weniger eigneten. Durch den Kriegsausbruch auf Auslandsstation von der Heimat abgeschnitten, wurden die Schiffe in diese Rolle gedrängt. Dabei operierten sie anfangs erfolgreich, wurden aber schnell von der überlegenen britischen Marine gestellt und vernichtet.

## Klassen Kleiner Kreuzer der Kaiserlichen Marine
- Gazelle-Klasse
- Bremen-Klasse
- 1. Königsberg-Klasse
- Dresden-Klasse
- Kolberg-Klasse
- Magdeburg-Klasse
- Karlsruhe-Klasse
- Pillau-Klasse
- Graudenz-Klasse
- Wiesbaden-Klasse
- Brummer-Klasse
- 2. Königsberg-Klasse
- Cöln-Klasse